# Sopeira
Sopeira är en kommun i Spanien.   Den ligger i provinsen Provincia de Huesca och regionen Aragonien, i den nordöstra delen av landet, 400 km nordost om huvudstaden Madrid. Antalet invånare är 114. Sopeira ligger vid sjön Embalse de Escales.